# Линден (Алабама)
Линден (енгл. Linden) град је у америчкој савезној држави Алабама. По попису становништва из 2010. у њему је живело 2.123 становника.

## Демографија
Према попису становништва из 2010. у граду је живело 2.123 становника, што је 301 (12,4%) становника мање него 2000. године.
| Група             | 2000.         | 2010.         |
| Белци             | 1.257 (51,9%) | 1.062 (50,0%) |
| Афроамериканци    | 1.120 (46,2%) | 992 (46,7%)   |
| Азијати           | 8 (0,3%)      | 5 (0,2%)      |
| Хиспаноамериканци | 26 (1,1%)     | 43 (2,0%)     |
| Укупно            | 2.424         | 2.123         |